# Gyaritus gahani
Gyaritus gahani là một loài bọ cánh cứng trong họ Cerambycidae.